# Škoda 24Tr Irisbus
De Škoda 24Tr Irisbus (in West-Europa beter bekend als Irisbus Skoda 24Tr) is een low floor-trolleybus, geproduceerd door de Tsjechische busfabrikant Škoda. Dit bustype wordt geproduceerd sinds 2003 in was in eerste instantie gebaseerd op de Irisbus Citybus 12M. Toen de Irisbus Citybus 12M in 2005 uit productie werd gehaald en opgevolgd werd door de Irisbus Citelis werd de Škoda 24Tr voortaan gebouwd op basis van dat type. De bus wordt geproduceerd in nauwe samenwerking met Irisbus. Skoda Electric levert hiervoor de elektrische onderdelen en Irisbus de chassis. De installatie en assemblage gebeurt bij Pilsen Skoda. Naast een 12m versie is er ook een 18m versie, de Škoda 25Tr Irisbus.

## Inzet
Deze bus komt vooral voor in Oost-Europese landen, in onder andere Tsjechië, Slovenië, Roemenië en Letland.
| Land     | Bedrijf                         | Serie                                                      | Type            | Aantal | Inzet                 | Opmerking | Afbeelding |
| -------- | ------------------------------- | ---------------------------------------------------------- | --------------- | ------ | --------------------- | --------- | ---------- |
| Letland  | SIA Rigas Satiksme              | 18001 - 18296, 19454 - 19890, 28303 - 28598, 29004 - 29440 | Irisbus Citelis | 150    | Stadsdienst Riga      |           |            |
| Roemenië | RATB                            | 5307 - ??                                                  | Irisbus Citelis | ??     | Stadsdienst Boekarest |           |            |
| Roemenië | Primăria Municipiului Timișoara | 3001 - 3050                                                | Irisbus Citelis | 50     | Stadsdienst Timișoara |           |            |

## Externe link

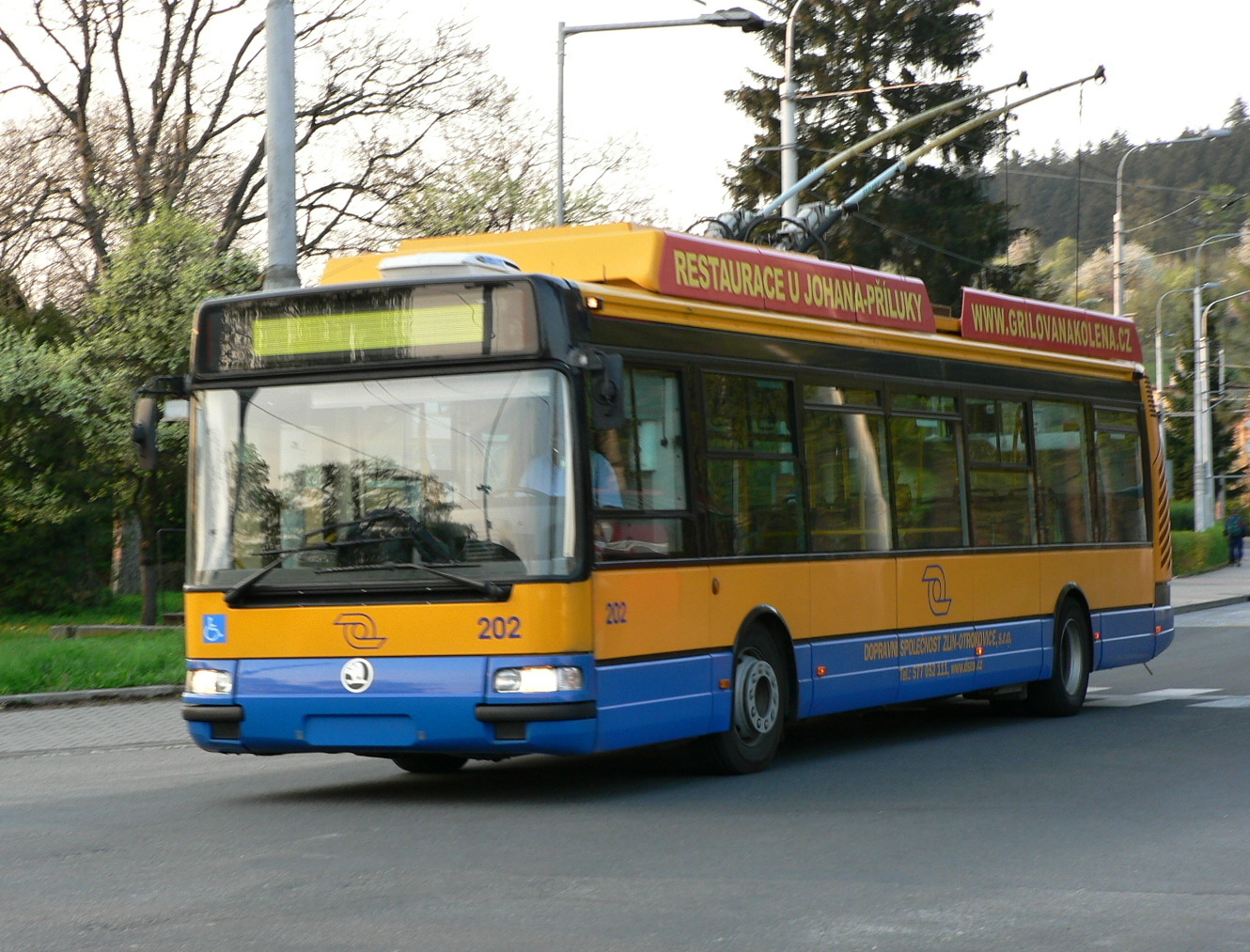
Škoda 24Tr op basis van de Irisbus Citybus
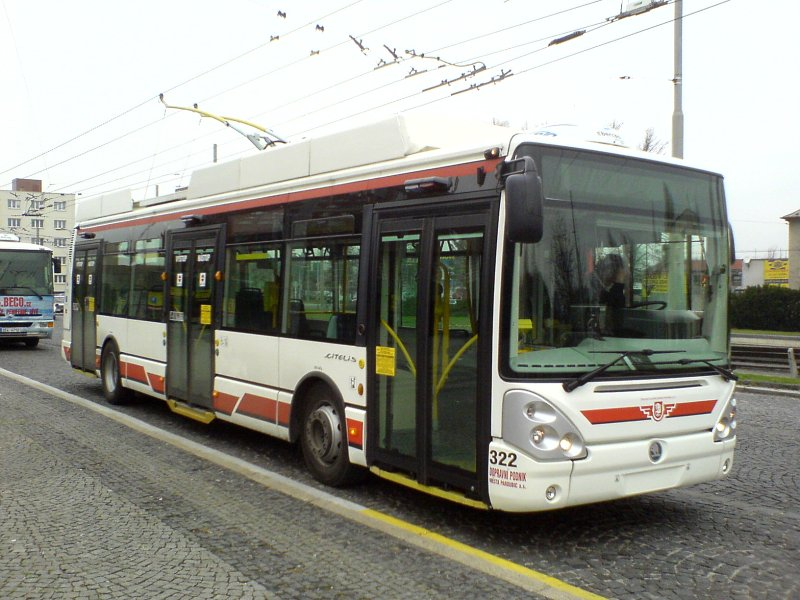
Škoda 24Tr op basis van de Irisbus Citelis